# Хотинский, Никита Александрович
Никита Александрович Хотинский (1930—2005) — советский и российский палеогеограф, палинолог, доктор географических наук.

## Биография
Родился в 1930 году в Москве, в семье режиссёра и балерины.
В 1951 году поступил в Московский лесотехнический институт, но после первого семестра ушёл работать на завод Министерства среднего машиностроения, затем вновь поступил в тот же институт. После второго курса перешёл на кафедру биогеографии географического факультета МГУ, которую и окончил в 1959 году.
В 1959—1993 — сотрудник (старший научный сотрудник) Института географии АН СССР (РАН).
С 1965 — кандидат географических наук.
С 1983 — доктор географических наук.
Исследовал природу и палеоклиматы плейстоцена и голоцена Верхне-Волжской низменности, этапы развития растительности Северной Евразии в голоцене.
Участвовал в работе многих совещаний по палинологии и исследованию природной среды в палеолите и неолите.
Дал определение принципа «палеоизма», дополняющего принцип «актуализма».

## Основные работы
- Хотинский Н. А. Голоцен Северной Евразии = Holocene of the Northern Eurasia : Опыт трансконтинентальной корреляции этапов развития растительности и климата / Институт географии АН СССР. — М.: Наука, 1977. — 200 с. — (К X Конгрессу YNAUA (Великобритания, 1977); 8).
- Хотинский Н. А. Следы прошлого ведут в будущее: Очерки палеогеографа. — М.: Мысль, 1981. — 160, [8] с. — 50 000 экз.
- Хотинский Н. А. История и география Куликова поля / Рец.: чл.-кор. АН СССР Л. А. Дмитриев. — М.: Знание, 1988. — 64 с. — (Новое в жизни, науке, технике. Сер. «История»; № 2/1988). — 55 978 экз.
- Хотинский Н. А. Ковыль-трава на Куликовом поле / Рец.: д-р ист. наук Р. Г. Скрынников, д-р геогр. наук П. А. Каплин; Худож. И. В. Тарханова; Фотогр. В. А. Мачуговского, Е. П. Кассина. — М.: Мысль, 1988. — 176, [16] с. — 30 000 экз. — ISBN 5-244-00219-8. (Об идее организации на Куликовом поле ландшафтно-исторического заповедника)

Статьи
- Хотинский Н. А., Девирц А. Л., Маркова Н. Г. Возраст и история формирования болот восточной окраины Васюганья // Бюллетень МОИП. Отд. биол. 1970. Т. 75, вып. 5. М.: Изд-во МГУ, 1970. С. 82-91.
- Хотинский Н. А., Фоломеев Б. А., Александровский А. Л., Гуман М. А. Куликово поле: природа и история последних 6 тысяч лет // Природа. — 1985. — № 12. — С. 30-38.
- Зайцев А. К., Фоломеев Б. А., Хотинский H. A. Проблемы междисциплинарного изучения Куликова поля // Куликово поле: Материалы и исследования. — М., 1990. — С. 4—9. — (Труды ГИМ; Вып. 73).